# Teatro Reduta

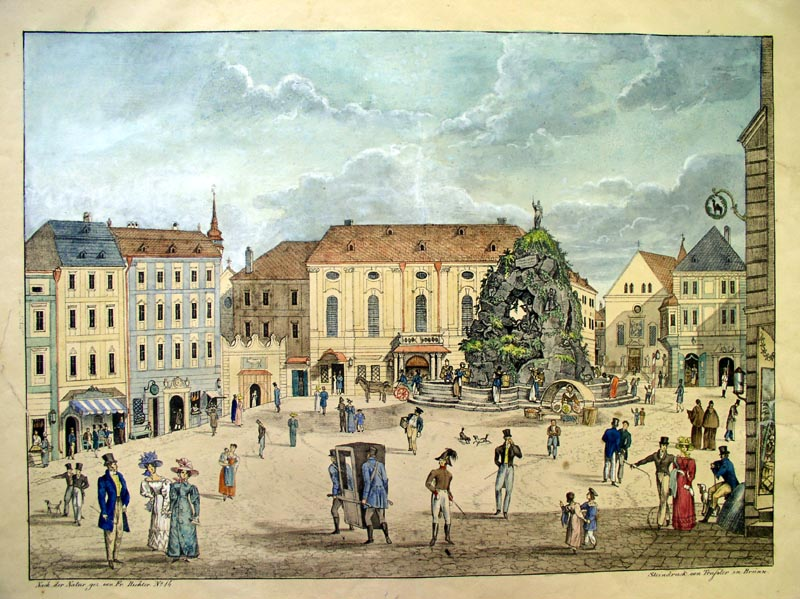
Il Teatro Reduta (al centro) in una litografia del 1827

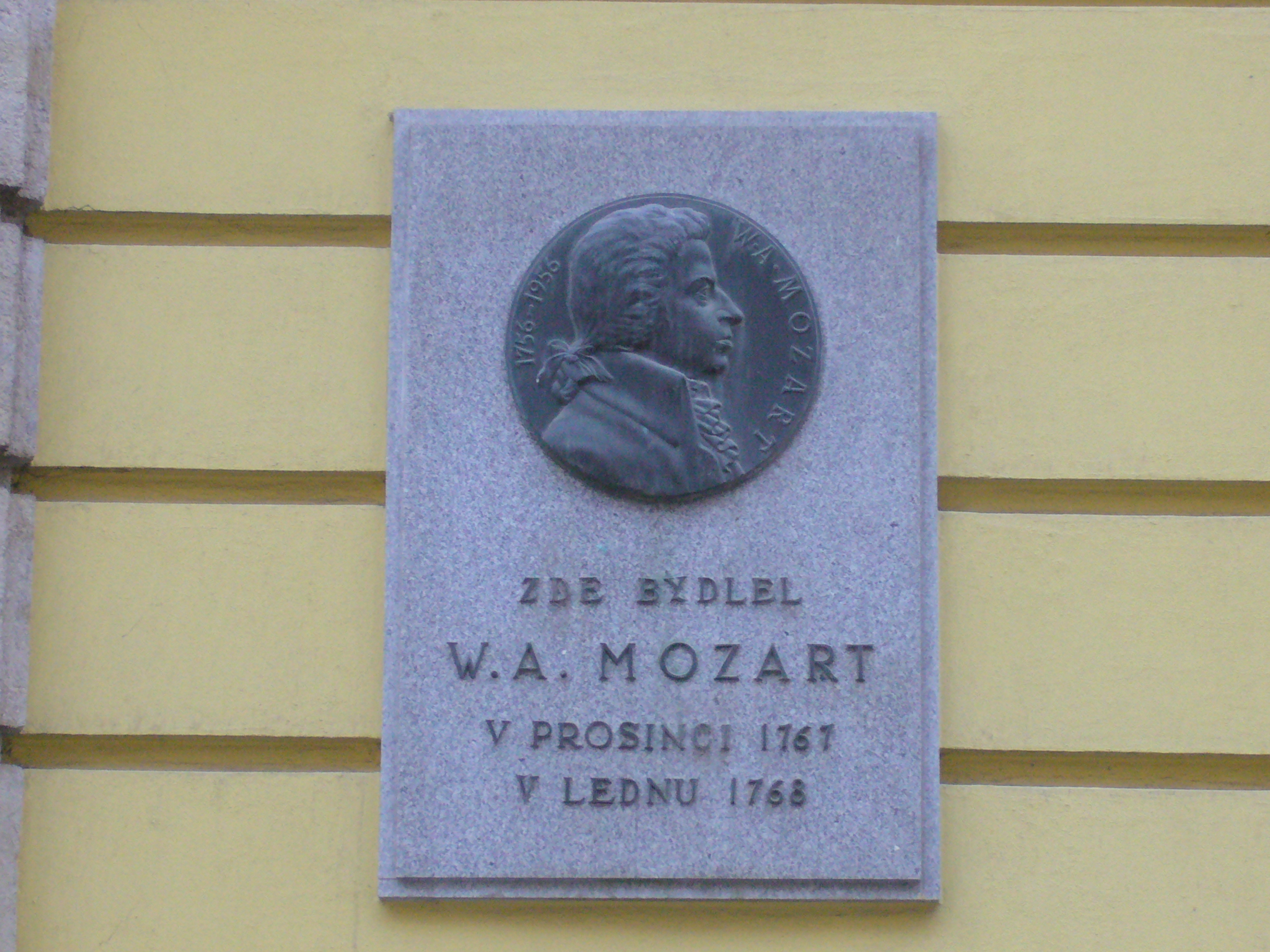
Targa presso il Palazzo Schrattenbach, che commemora la visita di Mozart

Il Teatro Reduta è un teatro di Brno, nella Repubblica Ceca. Fu costruito sulla piazza più antica della città, Zelný trh, nel 1733, e iniziò la sua vita in epoca rinascimentale come Teatro Taverna. Nel 1767 Wolfgang Amadeus Mozart si esibì lì con sua sorella Maria Anna Mozart in un concerto. Ora fa parte del Teatro Nazionale di Brno. L'edificio, menzionato per la prima volta nel 1608, è il più antico edificio teatrale dell'Europa centrale.

## Storia
All'inizio del XVII secolo, il consiglio comunale di Brno acquistò e ristrutturò un complesso di teatri medievali situato a Zelný trh. Uno dei tre teatri dell'isolato, il teatro del Liechtenstein, fu riprogettato come osteria nel 1605. La taverna fu ampliata con sale riunioni per lo svolgimento di cerimonie e ricevimenti e nel 1634 un altro teatro fu integrato nell'edificio principale. Il nuovo teatro fungeva da luogo per spettacoli occasionali di compagnie teatrali itineranti. Negli anni '30 del Settecento l'edificio fu nuovamente rimaneggiato con l'aggiunta di un nuovo teatro e sala da ballo. Conosciuto nel XVIII secolo come Teatro Taverna, o Theater in der Taffern, per gli abitanti di lingua tedesca della città, fungeva da sede per spettacoli teatrali presentati principalmente in tedesco e italiano.

Nell'ottobre del 1767 un'epidemia di vaiolo costrinse Leopold Mozart ei suoi figli Wolfgang e Nannerl a fuggire da Vienna e ad accettare il rifugio offerto dal fratello del loro protettore, l'arcivescovo di Salisburgo, Sigismund III von Schrattenbach. Il 25 ottobre il conte František Antonín Schrattenbach incontrò la famiglia Mozart a Brno. Immediatamente iniziò a pianificare uno spettacolo per Wolfgang e Nannerl. Ma Leopold Mozart decise di continuare a viaggiare e la famiglia si recò a Olomouc. Sfortunatamente l'epidemia colpì il giovane Wolfgang, che dovette rimanere a Olomouc fino alla sua guarigione. Il 24 dicembre tornarono a Brno e vi trascorsero il Natale. Il 30 dicembre 1767 i bambini prodigio si esibivano nel Teatro Taverna. Secondo un diario di Aurelius Augustin, prevosto del monastero di Šternberk:
"... un ragazzo salisburghese di undici anni e sua sorella di quindici anni, accompagnati su vari strumenti dagli abitanti di Brno, eccitarono l'immaginazione di tutti; ma lui [il giovane Wolfgang] non poteva sopportare le trombe, perché incapaci di suonare intonate tra loro."
D'altra parte il vice maestro di cappella Leopold Mozart era pienamente soddisfatto dell'esecuzione dell'orchestra. Il 9 gennaio 1768 la famiglia tornò a Vienna.
Dopo una serie di estesi incendi nel 1785 e nel 1786, il consiglio comunale decise di ricostruire il teatro in stile architettonico neoclassico, con una nuova sala principale a due piani. Il teatro ricostruito, ora chiamato Teatro Reduta, presentava principalmente spettacoli tedeschi, con spettacoli in ceco tenuti solo di rado. L'ultimo devastante incendio nel 1870 fece chiudere nuovamente il teatro, dopodiché l'edificio fu adibito a mercato coperto della città. Nel 1918, in seguito all'istituzione del nuovo stato cecoslovacco, le attività del teatro furono nuovamente ripristinate. Negli anni '50, l'edificio fu ridisegnato secondo i piani degli architetti Bohuslav e Kamil Fuchs. Fino agli anni '90, il teatro funzionò da palcoscenico per le operette ceche.
L'ultima ricostruzione fu completata nel 2005. Il progetto ha vinto il Grand Prix in un concorso indetto dalla Camera Ceca degli Architetti. A partire dal 2010 il teatro fa parte del Teatro Nazionale di Brno. Il Reduta non ha ensemble permanente. Invita regolarmente, come ospiti per spettacoli, vari artisti ed gruppi dalla Repubblica Ceca e dalla Slovacchia.